# Mělčiny
Mělčiny (v anglickém originále The Shallows) je americký thrillerový film z roku 2016. Režie snímku se ujal Jaume Collet-Serra a scénáře Anthony Jaswinski. Film sleduje surfařku (Blake Lively), která 200 yardů od pobřeží narazí na bílého žraloka a s pomocí svých smyslů se odhodlá přežít jeho útok.
Natáčení filmu začalo v říjnu 2015 v Austrálii.Do kin byl oficiálně uveden 24. června 2016. Film získal pozitivní kritiku a vydělal přes 119 milionů dolarů.

## Obsazení
| Blake Lively             | Nancy Adams  |
| Steven Seagull           | sám sebe     |
| Óscar Jaenada            | Carlos       |
| Brett Cullen             | pan Adam     |
| Sedona Legge             | Chloe Adam   |
| Angelo José Lozano Corzo | surfar       |
| José Manuel Trujillo     | surfař       |
| Pablo Calva              | Carlosův syn |
| Diego Espejel            | opilý muž    |
| Janelle Bailey           | paní Adamová |

## Přijetí
Film vydělal přes 55 milionů dolarů v Severní Americe a 61 milionů dolarů v ostatních oblastech, celkově tak vydělal přes 116 milionů dolarů po celém světě. Rozpočet filmu činil 17 milionů dolarů. Za první víkend docílil čtvrté nejvyšší návštěvnosti, kdy vydělal 16,7 milionů dolarů. Na první místě se umístil animovaný film Hledá se Dory (73,2 milionů dolarů), na druhém Den nezávislosti: Nový útok (41,6 milionů dolarů) a na třetím Centrální inteligence (18,4 milionů dolarů).